# Барбат из Беневенто
Барбат (лат. Barbatus, итал. Barbato; около 610—19 февраля 682) — святой, епископ Беневенто. День памяти — 19 февраля.
Святой Барбат, иначе Барбас (Barbas), был епископом Беневенто с 663 по 682 год. Он стал епископом Беневенто вслед за Гильдебрандом (Hildebrand). Святой Барбат принимал участие в церковном соборе в Риме, созванном папой Агафоном в 680 году. В 681 году он участвовал в III Константинопольском соборе против монофелитов.
С 1687 года мощи святого почивают под главным алтарём кафедрального собора Беневенто (Duomo di Benevento).